# Hesperoschema sinicum
Hesperoschema sinicum – gatunek chrząszcza z rodziny kusakowatych i podrodziny kusaków. Występuje endemicznie w Chinach. Zasiedla lasy pierwotne.

## Taksonomia
Gatunek ten opisali po raz pierwszy Cai Yujie i Tang Liang w 2022 roku. Opisu dokonano na podstawie okazów odłowionych w latach 2011–2014 w chińskim regionie Kuangsi. Jako miejsce typowe wskazano Anjiangping w Rezerwacie Huaping na terenie powiatu Lingui. Epitet gatunkowy sinicum oznacza po łacinie „chiński”.

## Morfologia
Chrząszcz o silnie wydłużonym ciele długości od około 10 do około 12 mm. Głowa ma kształt zaokrąglonego trapezu. Ubarwiona jest czarno z delikatnym połyskiem metalicznym i zaczerwienionymi okolicami panewek czułkowych. Punktowanie wierzchu głowy jest umiarkowanie gęste i grube; na czole brak go zupełnie. Oczy złożone są lekko wyłupiaste. Czułki są czarne z rudymi podstawą członu pierwszego i członem drugim oraz kremowobiałymi członami od dziewiątego do jedenastego, rzadki tylko dziesiątym i jedenastym. Narządy gębowe są rude do rudożółtych z brązowymi głaszczkami i rudobrązowymi żuwaczkami. Barwa przedplecza i tarczki jest ceglastoczerwona. Powierzchnia przedplecza jest umiarkowanie gęsto i grubo punktowana, pozbawiona mikrosiateczkowania. Powierzchnia tarczki ma duże i płytkie punkty oraz poprzecznie falistą, bardzo delikatną mikrorzeźbę. Mniej więcej tak długie jak szerokie i w barkach wyraźnie węższe niż z tyłu pokrywy są gęsto i grubo punktowane. Barwa pokryw jest w przedniej ⅓ czerwona, w tylnych ⅔ czarna z fioletowym połyskiem metalicznym, z wąsko rudożółtą tylną krawędzią i ceglastoczerwonym szwem. Odnóża są rudobrązowe. Odwłok ma segmenty od trzeciego do piątego rude, szósty czarny z rudą krawędzią przednią, siódmy czarny z rudą krawędzią tylną, ósmy i dziewiąty żółte i ku tyłowi ciemniejące, zaś dziesiąty ciemny. Tergity od trzeciego do piątego mają poprzeczne wciski na przedzie. Genitalia samca cechują się wyraźnie asymetrycznym płatem środkowym oraz niesymetrycznymi, smukłymi i krótszymi od niego paramerami.

## Ekologia i występowanie
Owad ten jest endemitem Chin, znanym wyłącznie z regionu Kuangsi. Spotykany był na rzędnych od 900 do 1300 m n.p.m. Podobnie jak inne gatunki z rodzaju Hesperoschema zasiedla lasy pierwotne, gdzie bytuje wśród ściółki, próchna i grzybów porastających kłody, a czasami odwiedza padlinę. Jest drapieżnikiem, przypuszczalnie polującym na larwy owadów.